# Mikhaïl Ignàtiev
|  | Per a altres significats, vegeu «Mikhaïl Ignàtiev (polític)». |

Mikhaïl Borísovitx Ignàtiev (en rus Михаил Бори́сович Игнатьев) (Leningrad, 7 de maig de 1985) és un ciclista rus, ja retirat, professional del 2004 al 2013. Combina la seva participació en carretera amb la pista.
En el seu palmarès destaquen les dues medalles aconseguides als Jocs Olímpics. El 2004, a Atenes, guanyà la d'or en la prova de puntuació, mentre que el 2008, a Pequín, guanyà la de bronze en la prova d'americana.
En carretera destaquen les victòries a la Volta a Lleida de 2006, el Trofeu Laigueglia de 2007, una etapa de la Tirrena-Adriàtica de 2010 i, sobretot, el campionat nacional en contrarellotge de 2011.

## Palmarès en ruta
- 2002
  -  Campió del món júnior en contrarellotge
- 2003
  -  Campió del món júnior en contrarellotge
- 2005
  -  Campió del món de contrarellotge sub-23
- 2006
  - 1r a la Clàssica Memorial Txuma
  - 1r a la Volta a Lleida i vencedor de 2 etapes
- 2007
  - 1r al Trofeu Laigueglia
  - Vencedor d'una etapa del Tour del Mediterrani
  - Vencedor d'una etapa del Ster Elektrotoer
  - Vencedor d'una etapa del Regio Tour
  - Vencedor d'una etapa de la Volta a Burgos
- 2010
  - Vencedor d'una etapa de la Tirrena-Adriàtica
- 2011
  -  Campió de Rússia en contrarellotge

### Resultats al Tour de França
- 2009. 140è de la classificació general
- 2011. 147è de la classificació general

#### Resultats al Giro d'Itàlia
- 2007. 128è de la classificació general
- 2008. 140è de la classificació general
- 2009. 167è de la classificació general
- 2010. 131è de la classificació general
- 2012. 143è de la classificació general

#### Resultats a la Volta a Espanya
- 2008. 104è de la classificació general
- 2010. 148è de la classificació general
- 2012. 171è de la classificació general

## Palmarès en pista
- 2002
  -  Campió del món júnior en Puntuació
  -  Campió del món júnior en Persecució per equips (amb Aleksandr Khatúntsev, Serguei Ulakov i Ilya Krestianinov)
  -  Campió d'Europa júnior en Puntuació
- 2003
  -  Campió del món júnior en Madison (amb Nikolai Trússov)
  -  Campió del món júnior en Persecució per equips (amb Nikolai Trússov, Kirill Demura i Anton Mindlin)
  -  Campió d'Europa júnior en Persecució per equips (amb Nikolai Trússov, Vladimir Isaychev i Anton Mindlin)
- 2004
  -  Medalla d'or als Jocs Olímpics d'Atenes en puntuació
- 2006
  -  Campió d'Europa sub-23 en Persecució
- 2008
  -  Medalla de bronze als Jocs Olímpics de Pequín en Madison (amb Aleksei Màrkov)

### Resultats a laCopa del Món
- 2003
  - 1r a la Classificació general i a la prova de Sydney, en Puntuació
- 2004-2005
  - 1r a la Classificació general i a la prova de Los Angeles, en Puntuació
- 2005-2006
  - 1r a Moscou, en Madison
  - 1r a Los Angeles, en Puntuació
- 2006-2007
  - 1r a la Classificació general i a les proves de Sydney i Moscou, en Puntuació
  - 1r a Sydney, en Persecució per equips
  - 1r a Sydney, en Madison